# Epicus Doomicus Metallicus
Albums de Candlemass
Nightfall
(1987)
Epicus Doomicus Metallicus est le premier album studio du groupe de doom metal suédois Candlemass. L'album est sorti le 10 juin 1986 sous le label Black Dragon Records. Cet album a été réédité en 2003. Un disque supplémentaire contenant des titres en live a été ajouté en bonus, la composition du groupe n'est toutefois pas la même que sur le disque standard.
Le titre de l'album est la traduction en faux latin de « Doom Metal épique », le genre auquel le groupe est identifié depuis la sortie de cet album.
Le titre Solitude a reçu un très grand succès. Il est considéré comme étant un titre classique du doom metal. Il a été repris par de nombreux groupes de sous genres divers du heavy metal, comme, le groupe de black metal symphonique français Anorexia Nervosa dans leur album New Obscurantis Order.
Il s'agit du seul album de Candlemass enregistré avec le vocaliste Johan Längqvist avant son retour en 2018 pour l'album The Door to Doom.

## Musiciens
- Johan Längqvist - chant
- Klas Bergwall - guitare
- Mats Björkman - guitare
- Leif Edling - basse
- Mats Ekström - batterie
- Cille Svenson - chœurs féminins sur le titre A Sorcerer's Pledge (voir le même article en anglais)

## Liste des morceaux
1. Solitude – 5:37
2. Demons Gate – 9:12
3. Crystal Ball – 5:23
4. Black Stone Wielder – 7:36
5. Under the Oak – 6:56
6. A Sorcerer's Pledge – 8:12

## CD bonus live

### Musiciens
- Messiah Marcolin — chant
- Mats Björkman — guitare
- Lars Johansson — guitare
- Leif Edling — basse
- Jan Lindh — batterie

### Liste des morceaux
1. The Well of Souls — 7:25
2. Demons Gate — 9:02
3. Crystal Ball — 5:18
4. Solitude — 6:25
5. Bewitched — 6:24
6. A Sorcerer's Pledge — 10:53
7. Black Sabbath Medley — 6:12